# 도오 자동차도

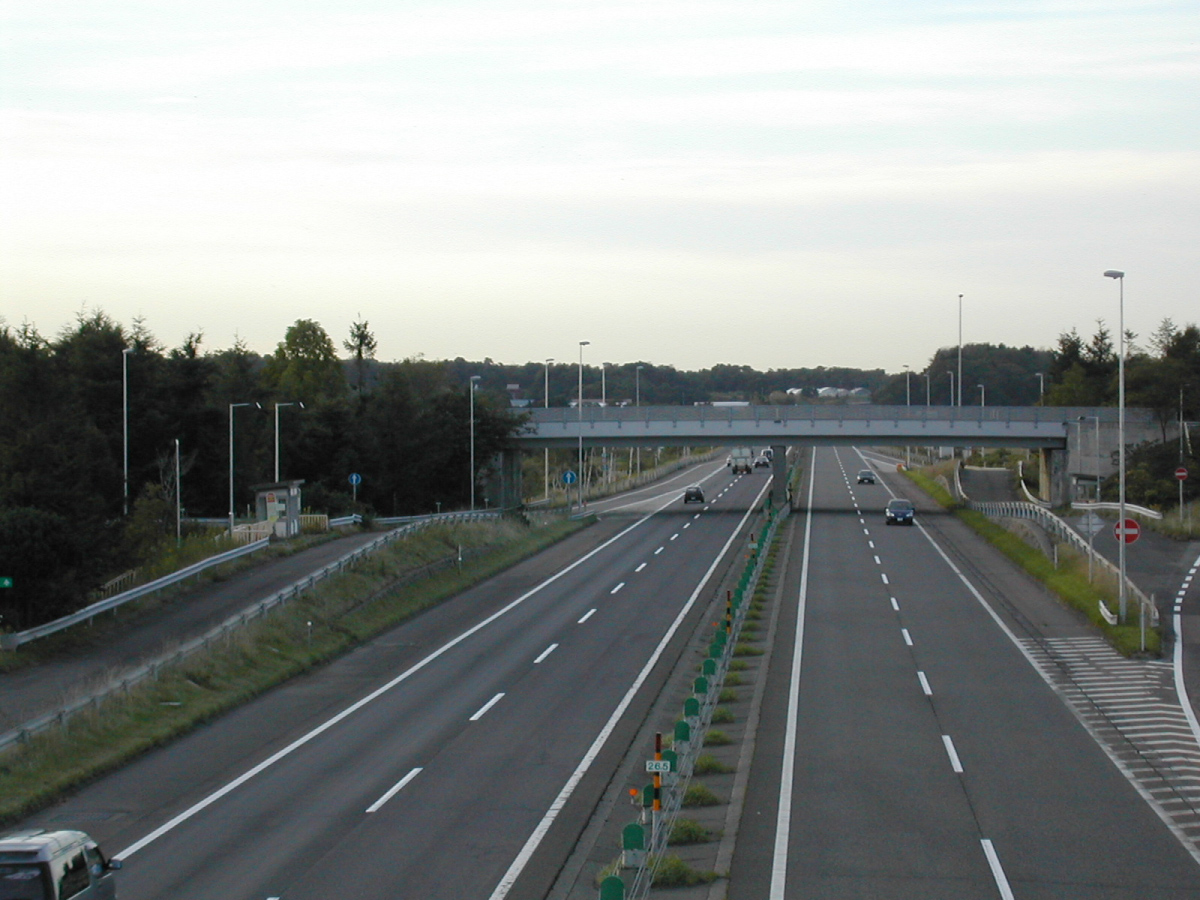
에니와 나들목 인근

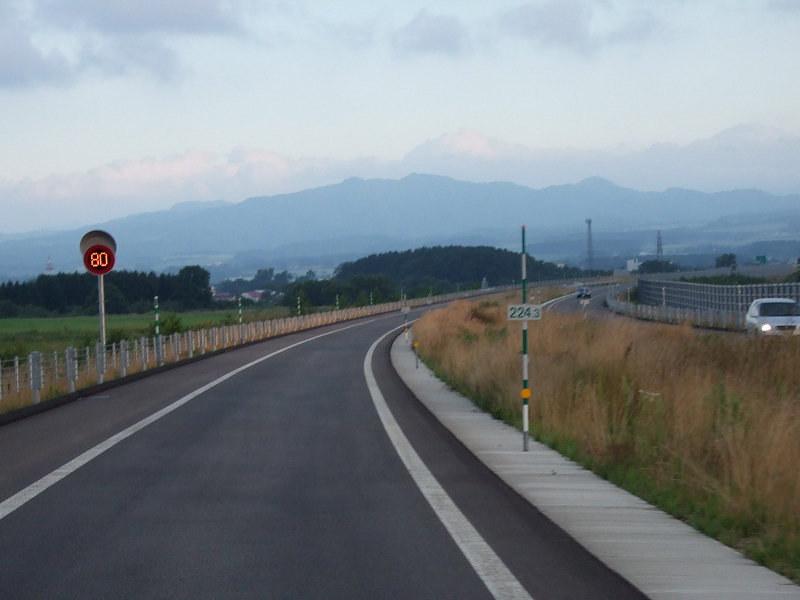
야쿠모 나들목 인근

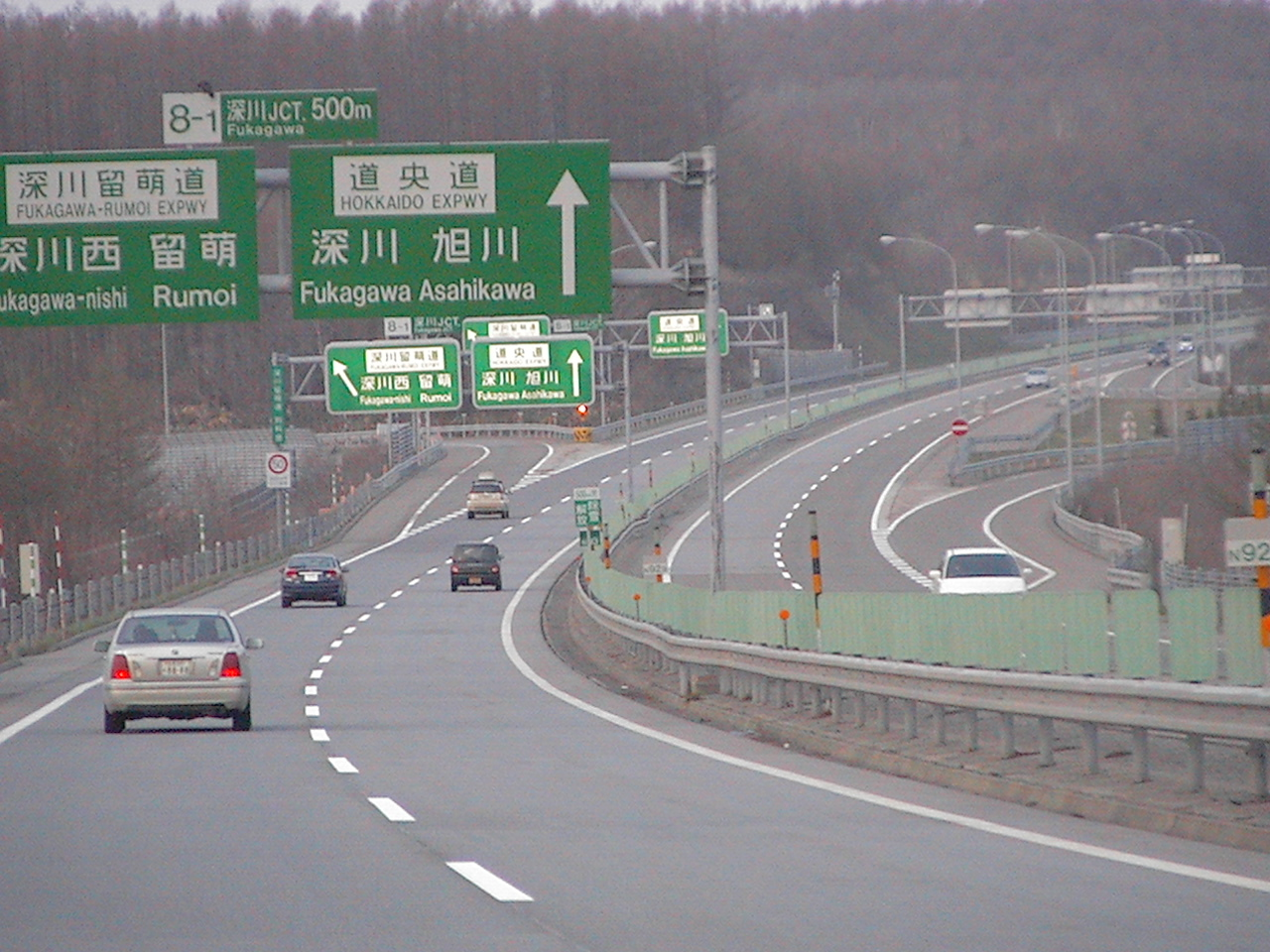
후카가와 분기점

도오 자동차도(일본어: 道央自動車道, どうおうじどうしゃどう 도오지도샤도[*], 영어: Hokkaido Expressway: 홋카이도 자동차도)는 일본 홋카이도 하코다테시를 기점으로 왓카나이시까지에 이르는 계획 681 km의 고속도로이다. 법정 노선상 홋카이도 종관 자동차도(일본어: 北海道縦貫自動車道, ほっかいどうじゅうかんじどうしゃどう 홋카이도주칸지도샤도[*])의 일부이다. 홋카이도 내에서 가장 중요한 간선이며, 현재 전 구간을 동일본 고속도로가 관리하고 있다. 2009년 기준으로, 홋카이도 후타미군 야쿠모정부터 삿포로시를 경유, 시베쓰시까지 이르는 413.6 km 구간이 완성되어 있다.

## 역사
- 1971년 12월 4일 - 기타히로시마 나들목 - 지토세 나들목간 개통.
- 1972년 9월 19일 - 기타히로시마 나들목 - 지토세 나들목 4차로로 확장.
- 1978년 10월 24일 - 지토세 나들목 - 도마코마이히가시 나들목간 개통.
- 1979년 10월 29일 - 삿포로미나미 나들목 - 기타히로시마 나들목간 개통.
- 1980년 10월 29일 - 도마코마이히가시 나들목 - 도마코마이니시 나들목간 개통.
- 1983년 11월 9일 - 삿포로 나들목 - 이와미자와 나들목간 개통.
- 1983년 11월 30일 - 도마코마이니시 나들목 - 시라오이 나들목간 개통.
- 1985년 10월 18일 - 시라오이 나들목 - 노보리베쓰히가시 나들목간 개통.
- 1986년 10월 9일 - 노보리베쓰히가시 나들목 - 노보리베쓰 무로란 나들목 개통.
- 1987년 9월 18일 - 이와미자와 나들목 - 비바이 나들목간 개통.
- 1988년 10월 8일 - 비바이 나들목 - 다키가와 나들목간 개통.
- 1989년 9월 12일 - 다키가와 나들목 - 후카가와 나들목간 개통.
- 1990년 10월 30일 - 후카가와 나들목 - 아사히카와 다카스 나들목간 개통.
- 1991년 10월 25일 - 노보리베쓰 무로란 나들목 - 무로란 나들목간 개통.
- 1992년 9월 30일 - 삿손 자동차도 삿포로 분기점 개통.
- 1992년 10월 27일 - 무로란 나들목 - 다테 나들목간 개통.
- 1994년 3월 30일 - 다테 나들목 - 아부타 도야코 나들목간 개통.
- 1997년 10월 22일 - 아부타 도야코 나들목 - 오샤만베 나들목간 개통.
- 1998년 4월 11일 - 후카가와 분기점 개통.
- 1999년 10월 17일 - 지토세 에니와 분기점 개통.
- 1999년 11월 12일 - 삿포로미나미 나들목 개통.
- 2000년 3월 29일 - 우스 산 분화에 대한 우려로 다테 나들목 - 도요우라 나들목간 통행이 금지됨.
- 2000년 7월 13일 - 도요우라 정내에 아부타 도야코 임시 출입구를 개설하여, 도요우라 나들목까지의 통행 금지를 해제.
- 2000년 10월 4일 - 아사히카와 다카스 나들목 - 왓사무 나들목간 개통.
- 2001년 2월 9일 - 다테 나들목 - 아부타 도야코 나들목 간 통행 금지 해제.
- 2001년 6월 30일 - 아부타 도야코 나들목 - 아부타 도야코 임시 출입구간 통행 금지 해제 및 임시 출입구 폐쇄.
- 2001년 9월 10일 - 삿포로미나미 나들목의 오타루, 아사히카와 방면 진입로 개통.
- 2001년 10월 17일 - 후카가와 나들목 - 오토에 간이 휴게소간 4차로 확장.
- 2001년 11월 19일 - 오샤만베 나들목 - 군누이 나들목간 개통.
- 2003년 9월 30일 - 오토에 간이 휴게소 - 아사히카와 다카스 나들목간 4차로 확장.
- 2003년 10월 4일 - 왓사무 나들목 - 시베쓰 겐부치 나들목간 개통.
- 2004년 3월 27일 - 핏푸 분기점 개통.
- 2006년 11월 18일 - 군누이 나들목 - 야쿠모 나들목간 개통.
- 2007년 12월 21일 - 국도 230호선 이설에 맞추어 아부타 도야코 나들목 이설, 이전 나들목은 폐쇄.
- 2009년 10월 10일 - 야쿠모 나들목 - 오토시베 나들목간 개통.
- 2009년 11월 7일 - 구로마쓰 분기점 개통.
- 2010년 6월 28일 - 이와미자와 나들목 - 시베쓰 겐부치 나들목 간에 고속도로 무료화 사회 실험을 개시.[1]
- 2011년 6월 19일 - 일본 정부가 동일본 대지진의 복구 비용 확보를 위해, 고속도로 무료화 사회 실험을 중지.[2]

## 구성
차로수
- 오토시베 나들목 - 노보리베쓰 무로란 나들목, 아사히카와 다카쓰 나들목 - 시베쓰 겐부치 나들목: 왕복 2차선(일부 4차선 구간 있음)
- 이외의 구간: 왕복 4차선

제한 속도
- 왕복 2차선 구간: 70 km/h
- 왕복 4차선 구간: 80 km/h
- 삿포로 나들목 - 후카가와 나들목: 100 km/h

## 시설물 목록

### 삿포로 분기점 이남
| 나들목 번호               | 시설 이름                      | 일본어 이름       | 거리 (km) | 접속 노선                                                     | 소재지          | 소재지         | 소재지         |
| ------------------------- | ------------------------------ | ----------------- | --------- | ------------------------------------------------------------- | --------------- | -------------- | -------------- |
| 1-1                       | 삿포로 분기점                  | 札幌JCT           | 0.0       | 삿손 자동차도                                                 | 이시카리 진흥국 | 삿포로시       | 시로이시구     |
| 1                         | 기타고 나들목                  | 北郷IC            | 1.6       | 국도 제274호선 (삿포로 신도)                                  | 이시카리 진흥국 | 삿포로시       | 시로이시구     |
| 2                         | 오야치 나들목                  | 大谷地IC          | 3.6       | 국도 제274호선 (삿포로 신도)                                  | 이시카리 진흥국 | 삿포로시       | 시로이시구     |
| 2-1                       | 삿포로미나미 나들목/TB         | 札幌南IC/TB       | 7.4       | 삿포로 신도                                                   | 이시카리 진흥국 | 삿포로시       | 아쓰베쓰구     |
| 3                         | 기타히로시마 나들목            | 北広島IC          | 11.9      | 국도 제36호선                                                 | 이시카리 진흥국 | 기타히로시마시 | 기타히로시마시 |
| 3-1                       | 왓쓰 휴게소/스마트 IC          | 輪厚PA/スマートIC | 16.0      | 기타히로시마 시도 히로시마 왓쓰 선                            | 이시카리 진흥국 | 기타히로시마시 | 기타히로시마시 |
| -                         | 기타에니와 BS                  | 北恵庭BS          | 22.1      | 홋카이도도 46호 에베쓰에니와 선                               | 이시카리 진흥국 | 에니와시       | 에니와시       |
| 4                         | 에니와 나들목/BS               | 恵庭IC/BS         | 25.8      | 홋카이도도 117호 에니와다케코엔 선                            | 이시카리 진흥국 | 에니와시       | 에니와시       |
| 4-1                       | 지토세에니와 분기점            | 千歳恵庭JCT       | 29.8      | 도토 자동차도                                                 | 이시카리 진흥국 | 지토세시       | 지토세시       |
| 5                         | 지토세 나들목                  | 千歳IC            | 34.8      | 홋카이도도 77호 지토세인터 선                                 | 이시카리 진흥국 | 지토세시       | 지토세시       |
| -                         | 신치토세쿠코 나들목            | 新千歳空港IC      |           | 홋카이도도 1091호 이즈미사와 신치토세쿠코 선                  | 이시카리 진흥국 | 지토세시       | 지토세시       |
| -                         | 미사와 휴게소                  | 美沢PA            | 41.4      |                                                               | 이부리 진흥국   | 도마코마이시   | 도마코마이시   |
| 6                         | 도마코마이히가시 나들목/분기점 | 苫小牧東IC        | 46.7      | 히다카 자동차도 홋카이도도 91호 도마코마이히가시인터 선       | 이부리 진흥국   | 도마코마이시   | 도마코마이시   |
| -                         | 다카오카 BS                    | 高丘BS            | 55.2      | 국도 제276호선                                                | 이부리 진흥국   | 도마코마이시   | 도마코마이시   |
| -                         | 도마코마이추오 나들목          | 苫小牧中央IC      |           | 국도 제276호선                                                | 이부리 진흥국   | 도마코마이시   | 도마코마이시   |
| 7                         | 도마코마이니시 나들목          | 苫小牧西IC        | 64.3      | 홋카이도도 141호 다루마에니시키오카 선                        | 이부리 진흥국   | 도마코마이시   | 도마코마이시   |
| -                         | 다루마에 휴게소                | 樽前SA            | 67.4      |                                                               | 이부리 진흥국   | 도마코마이시   | 도마코마이시   |
| 8                         | 시라오이 나들목                | 白老IC            | 80.1      | 홋카이도도 86호 시라오이오타키 선                             | 이부리 진흥국   | 시라오이 군    | 시라오이정     |
| -                         | 하기노 휴게소                  | 萩野PA            | 84.9      |                                                               | 이부리 진흥국   | 시라오이 군    | 시라오이정     |
| -                         | 다케우라 BS                    | 竹浦BS            | 89.7      | (국도 제36호선)                                               | 이부리 진흥국   | 시라오이 군    | 시라오이정     |
| 9                         | 노보리베쓰히가시 나들목        | 登別東IC          | 98.7      | 홋카이도도 2호 도야코노보리베쓰 선                            | 이부리 진흥국   | 노보리베쓰시   | 노보리베쓰시   |
| -                         | 도미우라 휴게소                | 富浦PA            | 101.7     |                                                               | 이부리 진흥국   | 노보리베쓰시   | 노보리베쓰시   |
| 10                        | 노보리베쓰무로란 나들목        | 登別室蘭IC        | 110.1     | 국도 제36호선 홋카이도도 144호 노보리베쓰무로란 인터 선       | 이부리 진흥국   | 노보리베쓰시   | 노보리베쓰시   |
| -                         | 모토와니시 휴게소              | 本輪PA            | 118.2     |                                                               | 이부리 진흥국   | 무로란시       | 무로란시       |
| 11                        | 무로란 나들목                  | 室蘭IC            | 119.7     | 홋카이도도 107호 무로란 환상선 홋카이도도 127호 무로란 인터선 | 이부리 진흥국   | 무로란시       | 무로란시       |
| -                         | 우스잔 휴게소                  | 有珠山SA          | 130.2     |                                                               | 이부리 진흥국   | 다테시         | 다테시         |
| 12                        | 다테 나들목                    | 伊達IC            | 132.6     | 홋카이도도 145호 다테 인터선                                  | 이부리 진흥국   | 다테시         | 다테시         |
| -                         | 히가시우스 긴급피난로          | 東有珠緊急避難路  |           |                                                               | 이부리 진흥국   | 아부타 군      | 도야코정       |
| -                         | 기타우스 긴급피난로            | 北有珠緊急避難路  |           |                                                               | 이부리 진흥국   | 아부타 군      | 도야코정       |
| 13                        | 아부타토야코 나들목            | 虻田洞爺湖IC      | 146.2     | 국도 제230호선 홋카이도도 578호 도야아부타 선                 | 이부리 진흥국   | 아부타 군      | 도야코정       |
| -                         | 도요우라훈카완 휴게소          | 豊浦噴火湾PA      | 154.3     |                                                               | 이부리 진흥국   | 아부타 군      | 도요우라정     |
| 14                        | 도요우라 나들목                | 豊浦IC            | 159.4     | 국도 제37호선                                                 | 이부리 진흥국   | 아부타 군      | 도요우라정     |
| 14-1                      | 구로마쓰나이 분기점            | 黒松内JCT         | 177.6     | 구로마쓰나이 신도 홋카이도 횡단 자동차도                      | 시리베시 진흥국 | 슷쓰 군        | 구로마쓰나이정 |
| -                         | 시즈카리 휴게소                | 静狩PA            | 187.9     |                                                               | 오시마 진흥국   | 야마코시 군    | 오샤만베정     |
| 15                        | 오샤만베 나들목                | 長万部IC          | 193.2     | 국도 제5호선                                                  | 오시마 진흥국   | 야마코시 군    | 오샤만베정     |
| 16                        | 군누이 나들목                  | 国縫IC            | 204.3     | 국도 제230호선 (오시마 반도 횡단도로 : 예정)                  | 오시마 진흥국   | 야마코시 군    | 오샤만베정     |
| -                         | 군누이 휴게소                  | 国縫PA            |           |                                                               | 오시마 진흥국   | 야마코시 군    | 오샤만베정     |
| 17                        | 야쿠모 나들목                  | 八雲IC            | 226.0     | 국도 제277호선                                                | 오시마 진흥국   | 후타미 군      | 야쿠모정       |
| -                         | 야쿠모 휴게소                  | 八雲PA            | 234.4     |                                                               | 오시마 진흥국   | 후타미 군      | 야쿠모정       |
| 18                        | 오토시베 나들목                | 落部IC            | 242.0     | 홋카이도도 1155호 오토시베 인터선                             | 오시마 진흥국   | 후타미 군      | 야쿠모정       |
| 19                        | 모리 나들목                    | 森IC              | 262.2     | 홋카이도도 1156호 모리 인터선                                 | 오시마 진흥국   | 가야베 군      | 모리정         |
| -                         | 고마가오카 휴게소              | 駒ヶ丘PA          |           |                                                               | 오시마 진흥국   | 가야베 군      | 모리정         |
| -                         | 오누마코엔 본선 요금소         | 大沼公園TB        |           |                                                               | 오시마 진흥국   | 가야베 군      | 모리정         |
| -                         | 오누마코엔 나들목              | 大沼公園IC        | 271.9     |                                                               | 오시마 진흥국   | 가야베 군      | 모리정         |
| -                         | 나나에 나들목                  | 七飯IC            | 281.9     | 국도 제5호선 홋카이도도 96호 가미이소토게시타 선              | 오시마 진흥국   | 가메다 군      | 나나에정       |
| 하코다테 신도로 간접 접속 |                                |                   |           |                                                               |                 |                |                |

### 삿포로 분기점 이북
| 나들목 번호        | 시설 이름                           | 일본어 이름       | 거리 (km) | 접속 노선                                                               | 소재지          | 소재지       | 소재지       |
| ------------------ | ----------------------------------- | ----------------- | --------- | ----------------------------------------------------------------------- | --------------- | ------------ | ------------ |
| 1-1                | 삿포로 분기점                       | 札幌JCT           | 0.0       | 삿손 자동차도                                                           | 이시카리 진흥국 | 삿포로시     | 시로이시구   |
| 1                  | 삿포로 나들목/요금소                | 札幌IC            | 0.5       | 국도 제274호선 (삿포로 신도)                                            | 이시카리 진흥국 | 삿포로시     | 시로이시구   |
| 2                  | 에베쓰니시 나들목                   | 江別西IC          | 7.1       | 홋카이도도 110호 에베쓰 인터선                                          | 이시카리 진흥국 | 에베쓰시     | 에베쓰시     |
| -                  | 놋포로 휴게소/BS                    | 野幌PA/BS         | 10.3      | (홋카이도도 1005호 놋포로소고운도코엔 선)                               | 이시카리 진흥국 | 에베쓰시     | 에베쓰시     |
| 3                  | 에베쓰히가시 나들목                 | 江別東IC          | 16.7      | 국도 제337호선 (도오권 연락도로 : 예정)                                 | 이시카리 진흥국 | 에베쓰시     | 에베쓰시     |
| -                  | 구리사와 BS                         | 栗沢BS            | 24.3      | 홋카이도도 340호 구리오카호로무이테이샤조 선                            | 소라치 진흥국   | 이와미자와시 | 이와미자와시 |
| 4                  | 이와미자와 나들목                   | 岩見沢IC          | 32.4      | 국도 제234호선                                                          | 소라치 진흥국   | 이와미자와시 | 이와미자와시 |
| -                  | 이와미자와 휴게소/히가시야마 BS     | 岩見沢SA/東山BS   | 36.1      |                                                                         | 소라치 진흥국   | 이와미자와시 | 이와미자와시 |
| 5                  | 미카사 나들목                       | 三笠IC            | 42.3      | 홋카이도도 116호 이와미자와미카사 선                                    | 소라치 진흥국   | 미카사시     | 미카사시     |
| 6                  | 비바이 나들목                       | 美唄IC            | 53.6      | 홋카이도도 135호 비바이후라노 선                                        | 소라치 진흥국   | 비바이시     | 비바이시     |
| -                  | 자시나이 휴게소                     | 茶志内PA          | 59.0      | (홋카이도도 1130호 스나가와나이에비바이 선                              | 소라치 진흥국   | 비바이시     | 비바이시     |
| 7                  | 나이에스나가와 나들목               | 奈井江砂川IC      | 67.2      | 홋카이도도 114호 아카비라나이에 선                                      | 소라치 진흥국   | 소라치 군    | 나이에정     |
| -                  | 스나가와요시노 BS                   | 砂川吉野BS        | 71.1      | (홋카이도도 115호 아시베쓰스나가와 선                                   | 소라치 진흥국   | 스나가와시   | 스나가와시   |
| 7-1                | 스나가와 휴게소/스나가와이시야마 BS | 砂川SA/砂川石山BS | 76.1      |                                                                         | 소라치 진흥국   | 스나가와시   | 스나가와시   |
| 8                  | 다키카와 나들목                     | 滝川IC            | 81.2      | 국도 제38호선                                                           | 소라치 진흥국   | 다키카와시   | 다키카와시   |
| -                  | 에베오쓰 BS                         | 江部乙BS          | 86.6      | (홋카이도도 564호 에베오쓰아카비라 선)                                  | 소라치 진흥국   | 다키카와시   | 다키카와시   |
| 8-1                | 후카가와 분기점                     | 深川JCT           | 94.0      | 후카가와 루모이 자동차도                                                | 소라치 진흥국   | 후카가와시   | 후카가와시   |
| 9                  | 후카가와 나들목                     | 深川IC            | 99.1      | 홋카이도도 79호 후카가와토요사토 선                                     | 소라치 진흥국   | 후카가와시   | 후카가와시   |
| -                  | 오토에 휴게소                       | 音江PA            | 104.9     |                                                                         | 소라치 진흥국   | 후카가와시   | 후카가와시   |
| -                  | 오사무나이 BS                       | 納内BS            | 109.1     | 홋카이도도 57호 아사히카와후카가와 선                                   | 소라치 진흥국   | 후카가와시   | 후카가와시   |
| 10                 | 아사히카와타카스 나들목             | 旭川鷹栖IC        | 125.8     | 홋카이도도 146호 아사히카와타카스 인터선                                | 가미카와 진흥국 | 가미카와 군  | 다카스정     |
| 11                 | 아사히카와키타 나들목               | 旭川北IC          | 134.3     | 홋카이도도 1150호 아사히카와키타 인터선 (아사히카와 도카치 도로 (예정)) | 가미카와 진흥국 | 아사히카와시 | 아사히카와시 |
| -                  | 핏푸다이쎄쓰 휴게소                 | 比布大雪PA        | 141.6     |                                                                         | 가미카와 진흥국 | 가미카와 군  | 핏푸정       |
| 11-1               | 핏푸 분기점                         | 比布JCT           | 145.0     | 아사히카와 몬베쓰 자동차도                                              | 가미카와 진흥국 | 가미카와 군  | 핏푸정       |
| 12                 | 왓사무 나들목                       | 和寒IC            | 155.6     | 국도 제40호선                                                           | 가미카와 진흥국 | 가미카와 군  | 왓사무정     |
| -                  | 겐부치 휴게소                       | 剣淵PA            |           |                                                                         | 가미카와 진흥국 | 가미카와 군  | 겐부치정     |
| -                  | 시베쓰켄부치 요금소                 | 士別剣淵TB        | 171.6     |                                                                         | 가미카와 진흥국 | 가미카와 군  | 겐부치정     |
| 13                 | 시베쓰켄부치 나들목                 | 士別剣淵IC        | 171.6     | 홋카이도도 1161호 시베쓰켄부치 인터선                                   | 가미카와 진흥국 | 가미카와 군  | 겐부치정     |
| -                  | 다요로 나들목                       | 多寄IC            | 183.6     | 홋카이도도 888호 도요타요로 선                                          | 가미카와 진흥국 | 시베쓰시     | 시베쓰시     |
| 준공되지 않은 구간 |                                     |                   |           |                                                                         |                 |              |              |
| -                  | 나요로 나들목                       | 名寄IC            | 195.6     | 국도 제40호선                                                           | 가미카와 진흥국 | 나요로시     | 나요로시     |

## 관련 사이트
- (일본어) 동일본 고속도로